# Ernie Vandeweghe
Ernest Maurice "Ernie" Vandeweghe Jr. (Montreal, Quebec, 12 de septiembre de 1928 - Newport Beach, California, 8 de noviembre de 2014) fue un baloncestista estadounidense que disputó seis temporadas en la NBA. Con 1,91 metros de estatura, lo hacía en la posición de escolta.
Era el padre del también jugador y entrenador de la NBA Ernest "Kiki" Vandeweghe y abuelo de la tenista Coco Vandeweghe.

## Trayectoria deportiva

### Universidad
Jugó durante tres temporadas con los Raiders de la Universidad Colgate, donde promedió 19,1 puntos por partido. Durante su carrera rompió varios récords de su universidad, como los de anotación en una temporada, promedio en una carrera y puntos en un partido. En 1949 fue incluido en el tercer equipo All-American.

### Profesional
Fue elegido en la vigésimo sexta posición del Draft de la BAA de 1949 por New York Knicks, donde jugó seis temporadas, llegando a disputar las Finales de 1951, 1952 y 1953, perdiendo en todas ellas. Su mejor temporada fue la 1952-53, con Joe Lapchick en el banquillo, en la que promedió 12,0 puntos y 5,6 rebotes por partido, tercer mejor anotador del equipo tras Carl Braun y Harry Gallatin.

## Estadísticas de su carrera en la NBA
| * | Líder de la liga |

### Temporada regular
| Año     | Equipo   | PJ  | MPP  | %TC  | %TL   | RPP | APP | PPP  |
| ------- | -------- | --- | ---- | ---- | ----- | --- | --- | ---- |
| 1949–50 | New York | 42  | –    | .421 | .664  | –   | 1.9 | 10.0 |
| 1950–51 | New York | 44  | –    | .402 | .701  | 4.4 | 2.8 | 7.7  |
| 1951–52 | New York | 57  | 26.4 | .438 | .775  | 4.6 | 2.9 | 9.2  |
| 1952–53 | New York | 61  | 28.6 | .435 | .766  | 5.6 | 2.4 | 12.0 |
| 1953–54 | New York | 15  | 18.1 | .359 | .806  | 1.3 | 1.9 | 6.6  |
| 1955–56 | New York | 5   | 15.4 | .323 | 1.000 | 2.6 | 2.4 | 4.4  |
| Total   | Total    | 224 | 26.1 | .421 | .740  | 4.6 | 2.4 | 9.5  |

### Playoffs
| Año   | Equipo   | PJ  | MPP  | %TC  | %TL  | RPP | APP | PPP  |
| ----- | -------- | --- | ---- | ---- | ---- | --- | --- | ---- |
| 1950  | New York | 4   | –    | .346 | .875 | –   | .8  | 8.0  |
| 1951  | New York | 14* | –    | .407 | .730 | 4.7 | 2.4 | 7.2  |
| 1952  | New York | 14* | 29.6 | .432 | .817 | 4.9 | 1.9 | 10.8 |
| 1953  | New York | 11  | 30.9 | .438 | .754 | 5.8 | 2.5 | 13.1 |
| Total | Total    | 43  | 30.2 | .421 | .782 | 5.1 | 2.1 | 10.0 |